# Ameghino (krater księżycowy)
Ameghino – mały krater uderzeniowy na Księżycu, który leży na północ od Sinus Successus, w zatoce w północno-wschodniej części Mare Fecunditatis. Mniej niż 15 km na północny zachód of krateru Ameghino lądowały radzieckie sondy kosmiczne Łuna 18 oraz Łuna 20.
Formacja ta była wcześniej określana jako Apollonius C, zanim Międzynarodowa Unia Astronomiczna nadała jej imię argentyńskiego badacza Florentino Ameghina. Na północny wschód od krateru Ameghino znajduje się Krater Apollonius.